# هتل کلاریون
هتل کلاریون (انگلیسی: Clarion Hotel Post)

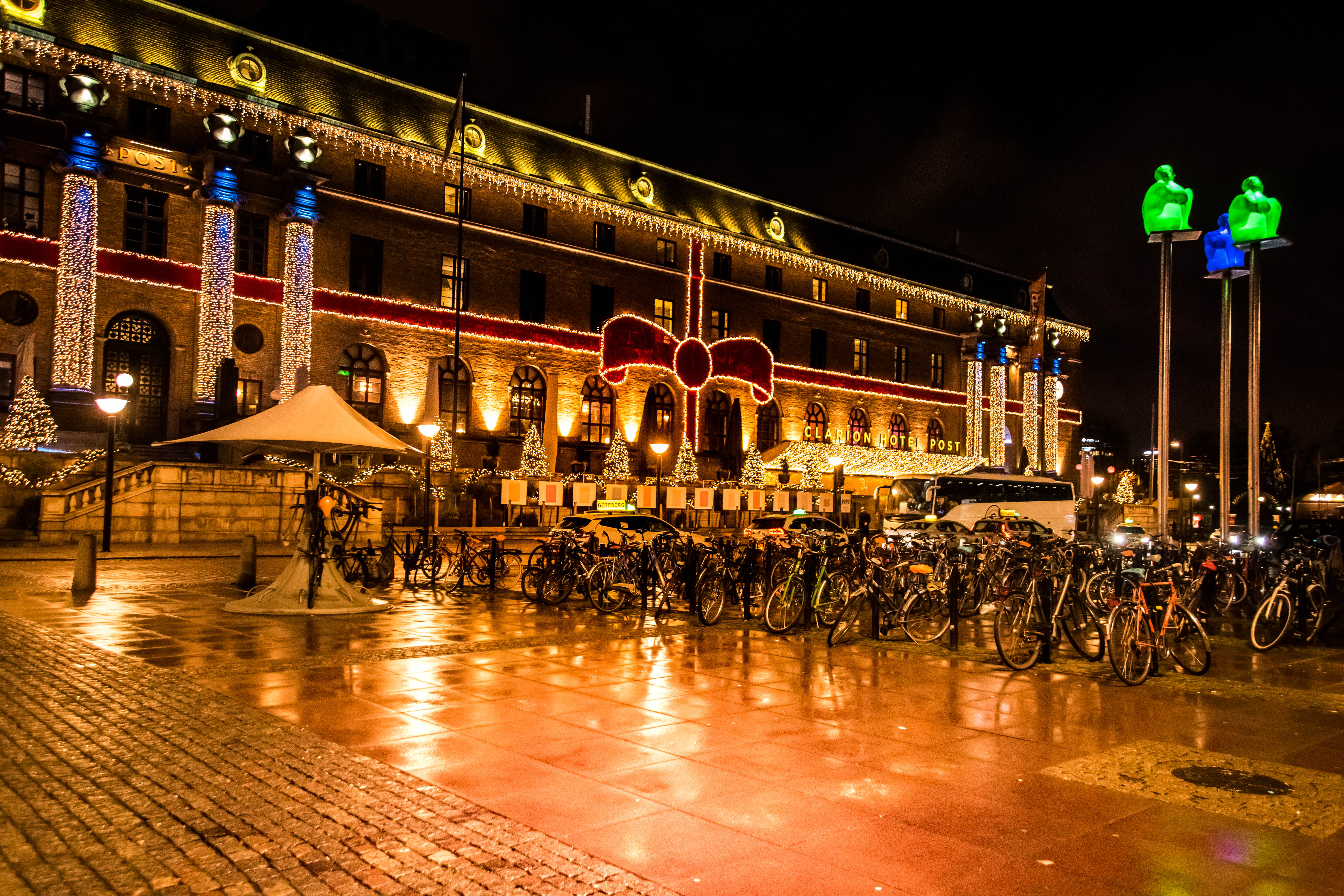
هتل کلاریون در طول کریسمس

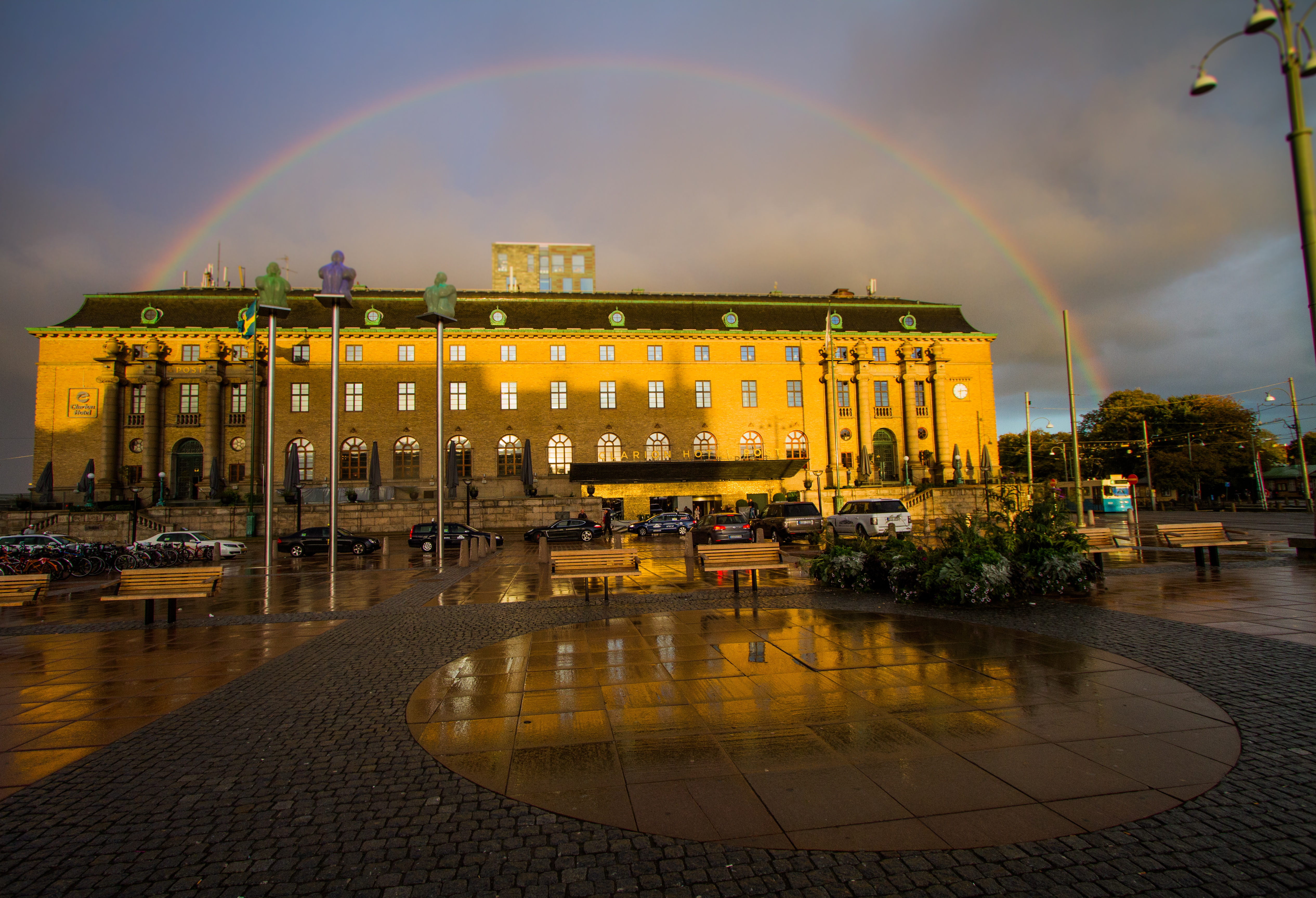
هتل کلاریون در زمان افتتاح

یک هتل و مرکز کنفرانس در مرکز گوتنبرگ سوئد است. این هتل توسط طراحان سوئدی طراحی شده است ، این هتل در ۲۶ ژانویه ۲۰۱۲ به بهره برداری رسید.